# Rivière Noire (Petite rivière Péribonka)
Pour les articles homonymes, voir Rivière Noire.
La rivière Noire est un affluent de la Petite rivière Péribonka, coulant dans le territoire non organisé de Passes-Dangereuses et dans la municipalité de Sainte-Jeanne-d'Arc, dans la municipalité régionale de comté (MRC) de Maria-Chapdelaine, dans la région administrative du Saguenay-Lac-Saint-Jean, au Québec, au Canada. Ce cours d’eau traverse le canton de Ménard.
La foresterie constitue la principale activité économique du secteur ; les activités récréotouristiques, en second surtout dans la zone du lac Noir.
La partie inférieure de la vallée de la rivière Noire est desservie par la route des Pics, le chemin du 9e rang, le chemin de la Domtar, la route du 10e rang, le chemin du rang Sainte-Marie (devenant la rue Principale), le chemin du rang Hyppolite et la rue des Îles. Le reste de la vallée est desservie par diverses routes forestières surtout pour les besoins de la foresterie et des activités récréotouristiques,,.
La surface de la rivière Noire habituellement gelée de la fin novembre au début avril, toutefois la circulation sécuritaire sur la glace se fait généralement de la mi-décembre à la fin mars.

## Géographie
Les principaux bassins versants voisins de la rivière Noire sont :
- côté Nord : rivière du Dépôt, rivière Mistassibi, rivière Doucet, rivière Brûle-Neige, rivière Connelly ;
- côté Est : Petite rivière Péribonka, rivière à Michel, rivière Saint-Ludger, rivière Alex, rivière Péribonka ;
- côté Sud : rivière Péribonka, Petite rivière Péribonka, lac Saint-Jean ;
- côté Ouest : rivière du Dépôt, ruisseau à Georges, rivière Mistassini, rivière Mistassibi, rivière aux Rats[2].

La rivière Noire prend sa source à l’embouchure d’un lac non identifié (longueur : 0,12 km ; altitude : 252 m). Cette source de la rivière est située à :
- 3,0 km au Nord-Ouest du lac Noir (centre de villégiature) ;
- 22,6 km au Nord de l’embouchure de la rivière Noire (confluence avec la Petite rivière Péribonka) ;
- 5,9 km à l’Est du cours de la rivière Mistassibi ;
- 33,6 km au Nord de l’embouchure de la Petite rivière Péribonka (confluence avec la rivière Péribonka) ;
- 35,6 km au Nord-Est de l’embouchure de la rivière Péribonka (confluence avec le lac Saint-Jean).

À partir du petit lac de tête, situé entre le cours de la rivière Alex (situé du côté Est) et le cours de la rivière Mistassibi (située à l’Ouest), le cours de la rivière Noire descend sur 35,9 km en traversant surtout des zones forestières, selon les segments suivants :
Cours supérieur de la rivière Noire (segment de 18,3 km)
- 4,4 km vers le Sud, puis le Sud-Ouest en recueillant la décharge (venant du Nord) d’un lac non identifié et en traversant sur 0,3 km le Petit lac Roy (longueur : 0,7 km ; altitude : 204 m), jusqu’à son embouchure ;
- 3,9 km vers le Sud-Est en longeant le chemin de la Domtar, jusqu’à la décharge (venant du Nord-Est) du lac Noir ;
- 5,6 km vers le Sud en longeant en début de segment le chemin de la Domtar, jusqu’au chemin du rang Saint-Louis ;
- 3,8 km vers le Sud-Ouest jusqu’à un ruisseau (venant du Nord), puis vers le Sud en se rapprochant progressivement du chemin de la Domtar, en passant à l’Ouest du village de Sainte-Élisabeth-de-Proulx, jusqu’à la route des 8e et 9e rang Nord ;

Cours inférieur de la rivière Noire (segment de 17,6 km)
- 6,5 km vers le Sud-Ouest en coupant la route du 10e rang, vers le Sud-Est jusqu’à la décharge (venant du Nord-Est) du lac Labaume, puis le Sud-Ouest en recueillant le ruisseau Hippolyte (venant du Nord) et en serpentant jusqu’à la route de Domtar ;
- 4,1 km vers le Sud-Est en serpentant jusqu’à un ruisseau non identifié (venant du Nord-Est) ;
- 3,8 km vers le Sud-Est en longeant le côté Sud-Ouest de la route des Pins, jusqu’à la confluence de la rivière Villeneuve (venant du Nord-Est) ;
- 3,2 km vers le Sud en traversant les chutes du Père William, en coupant le chemin du Pont-Couvert, en traversant des rapides où se déverse un ruisseau (venant de l’Ouest) drainant une zone de marais où se situe le lac à Prudent, et en coupant la rue Principale, jusqu'à l'embouchure de la rivière[2].

L'embouchure de la rivière Noire se déverse rive Ouest de la Petite rivière Péribonka du côté Sud-Ouest du village de Sainte-Jeanne-d’Arc, en aval du pont de la rue Principale. Cette confluence est située à :
- 8,7 km au Nord-Est du cours de la rivière Mistassibi ;
- 11,32 km au Nord-Ouest de l’embouchure de la Petite rivière Péribonka (confluence avec la rivière Péribonka) ;
- 13,4 km au Nord de l’embouchure de la rivière Péribonka (confluence avec le lac Saint-Jean) ;
- 36,3 km au Nord-Ouest de l’embouchure du lac Saint-Jean (confluence avec la Grande Décharge) ;
- 48,3 km au Nord-Ouest du centre-ville d’Alma[2].

À partir de l’embouchure de la rivière Noire, le courant descend sur 12,6 km vers le Sud le cours de la Petite rivière Péribonka, puis sur 2,4 km le cours de la rivière Péribonka vers le Sud-Ouest. À l’embouchure de cette dernière, le courant traverse le lac Saint-Jean vers l’Est sur 29,3 km, puis emprunte le cours de la rivière Saguenay vers l’Est jusqu'à la hauteur de Tadoussac où il conflue avec le fleuve Saint-Laurent.

## Toponymie
Le toponyme « rivière Noire » a été officialisé le 5 décembre 1968 à la Banque des noms de lieux de la Commission de toponymie du Québec.